# Даљ
Даљ је место на Дунаву, у близини ушћа Драве у Дунав, седиште општине Ердут, Осјечко-барањска жупанија, Република Хрватска. Према резултатима пописа из 2021. у насељу је живело 2.877 становникa.

## Географија
Смештен је на десној обали Дунава, у микрорегији Ердутске косе, на надморској висини од 89 m. Простире се на површини од 67,75 km²; густина насељености је 58 ст/km². Према попису из 2001. године, има 4.689 становника у 1.661 домаћинству. Делови насеља су: Бањкаш, Грабовац, Липовача Даљска, Ловас Даљски, Маринци, Мишино Брдо, Низбрдице, Нови Даљ, Планина Даљска, Поглед, Полој, Пропаст, Стари Даљ, Шкиља, Шушњар Даљски, Водица и Зурило.
У Даљу се налази седиште Епархије осјечкопољске и барањске Српске православне цркве.

## Историја
На темељу све бројнијих и успешнијих археолошких истраживања о континуитету насељености у источној Славонији можемо сведочити о раздобљу дужем од седам хиљада година. Старе културе и многи народи настањивали су практично све делове Славоније, а најразвијеније културе стваране су нарочито на источнославонској десној заравни. Источна Славонија и западни Срем, односно простор између Драве, Саве и Дунава средиште је врло развијене насељености и старих култура — нарочито од неолитика до бронзаних и гвоздених праисторијских доба. У том је простору настало право богатство античких (римских) споменика, с развијеном мрежом насељености и путева.
Даљска културна група се први пут спомиње у бронзаном добу (од 1350. до 1100. године п. н. е.), која сеже и у младо раздобље. На прагу Гвозденог доба (од 800. година прије Христа) истичу се налази с локалитета Лева бара (Вуковар), Даљ, Шаренград, Илок и других. Насељеност је значајно побољшана током халштата (старије гвоздено доба) и нарочито у латену (млађе гвоздено доба). То је већ раздобље јачања римског царства у суседству, а на славонским се просторима јављају бројна племена Илира и Трачана те од 4. века п. н. е. и Келта. Почетком 1. века, у доба цара Октавијана, Римљани заузимају Панонију и постављају границу на Дунаву. Римска култура је изменила прилике у тим крајевима. Тада је створена мрежа насеља повезана путевима, која је имала снажан утицај на каснији развој и насељеност, све до данас. Била је то висока култура у односу на аутохтону, која је допринела стварању новог начина живота и афирмисала виши ниво културе и нарочито грађевинарства.
На темељу многих археолошких налаза те римских извора и докумената (Птолемејова Географија и карта Табула Пеунтингериана), Даљ се спомиње под римским именом TEUTOBURGIUM као насеље које се налазило на једном од четири главна правца ка Далмацији. Смер низином Драве почиње у Поетовији пролази кроз Вараждинске топлице, Лудбрег и завршава у Осијеку, протежући се даље на југоисток уз Дунав (Теутобургијум, данашњи Даљ).
Видљивих римских остатака грађевинарства у источној Славонији данас готово и нема, али су врло бројна археолошка налазишта. Применом знамените римске цигле грађевинарство је имало високе домете, а култура становања била је врло висока. То се односи и на комуналну инфраструктуру у римским градовима па и у мањим насељима.
Велике етничке промене најавио је продор Хуна из Азије крајем 4. века, разарају Мурсу (Осијек). 395. године Римско царство се дели на Источно и Западно а главни трговачки путеви између њих су добрим делом водили и преко ових крајева. У 5. веку с истока проваљују Гепиди и Готи. Заједно с коњаничким народом Авара крајем 6. и почетком 7. века из Азије и источне Европе досељавају се и Словени. Од 798. год овим крајевима господаре Франци а крајем 9. и почетком 10. столећа северније од наших крајева досељавају Угри (Мађари).
У новосадском, београдском, загребачком, осјечком и берлинском музеју чувају се важни налази с подручја Даља, посебно из раздобља тзв. Даљске културе (X-III века п. н. е.) те из античког и средњовековног раздобља.
Пре Турака Даљ је био је мало село у поседу локалних племића. Јужније од села постојало је тада село Јама са месном црквом. То село је страдало 1526. године у турској инвазији. Турци су брзо уочили погодности географског положаја Даља и зато га настојали повећати: населили су око двеста муслиманских породица из Босне и педесетак породица православаца из Влашке, након којих су први Срби следили траг својих комшија и населили своја вековна огњишта. Даљски муслимани били су углавном поседници околнога земљишта, затим занатлије и трговци, док су Срби и Власи били земљорадници. Око 1550. год. даљски су Мађари прихватили калвинизам. Према попису турских села на даљском подручју, у Даљу је 1579. год. било 107 насељених кућа, док се за сусједну Јаму тврди да је пуста. хришћана је у Даљу било свега осам породица, од којих се пет називало Дошљак и било православне вероисповести.
Кроз Даљ је 1663. године пропутовао турски путописац Евлија Челебија од кога потиче тадашњи извештај. Даљ је био типична турска паланка у облику четвороугла. Унутар бедема налазила се већа џамија, месџид, хамам, хан и осамдесет кућа. У месту је било педесет трговина и педесет војника а наоколо насеља простирали су се вртови, шљивици и виногради.
Даљ је ослободила хришћанска војска у јесен 1687. године. Пре тога, муслиманско и влашко становништво напустило је место. Након ослобођења, Даљ је потпао под управу Бечке дворске коморе. Од 1690. год. у Даљ су почели стизати нови досељеници из Срема, Бачке, Мачве и Босне, који су, са староседеоцима Србима, већ тада створили вековну етничку слику овог поднебља. До 1697. год. доселило је 49 породица. Цар Јосиф I дао је на име неисплаћеног дуга, 1706. године, Даљ с околином српском патријарху Арсенију Чарнојевићу. Када су се 1726. године београдска и сремско-карловачка митрополија спојиле, одузео је бечки двор даљско властелинство српској патријаршији, у страху да се моћна властелинства не споје и званичним документом и не прогласе ову област већ тада за српску аутономну. Приликом пописа 1736. године, Даљ се по броју становника упетостручио. Имао је 220 кућа са неколико улица и више није личио на дотадашње село. Нови изглед давали су му његови становници међу којима је било много трговаца и властелинских чиновника. Даљ се и током 19. века стално повећавао. До 1866. године било је у њему 809 насељених кућа са 4449 становника. Срба је било 3125, Хрвата 1309, Мађара 35 и осталих 15. Даљ је 1885. године био седиште изборног среза за Српски црквено народни сабор у Карловцима. У њему тада живи 3.294 становника.
Управо из тог пост-турског раздобља потичу два најзначајнија културно-историјска споменика Даља. Православна саборна црква Св. Димитрија, која се налази у средишту Даља, а саграђена је већ 1715. године на старом црквишту, највећи је православни храм у Хрватској и средиште осјечкопоњске и барањске епархије. То је једнобродна грађевина размерно великих димензија која поседује и део вредног барокног и постбарокног унутрашњег инвентара. У току Другог светског рата, даљске усташе и локално хрватско становништво покушавали су да поруше овај храм, али су га само знатније оштетили, те је он обновљен након ратних збивања, а последња велика обнова била је 1989. године. Јосип Асталош католички свештеник означен је као главни "покретач рушења православних цркава у Даљу и Ердуту“. Патријаршијски двор саграђен је 1828. године. То је приземна класицистичка грађевина грађена у кључ. Сегментно издвојен ризалит без прозора завршава троугаоним забатом, а дрвени улазни портик замашних димензија изрезбарен је у карактеристичној орнаментици свога доба.
Из Даља потиче генијални српски научник и академик Милутин Миланковић. Његов предак, Теодор Миланковић "каснер" се 1826. године јавља у Даљу као скупљач претплате за "Сербски летопис". Било је 15 Срба читалаца "Летописа" тада у Даљу, међу којима: поп Косма Миланковић парох, Дамјан Миланковић сапунџија, поп Јелисеј Поповић протопрезвитер, Андреј Поповић ђакон и учитељ, поп Петар Стефановић парох, Георгије Радошевић касир, месни трговци - Димитрије Јанковић, Лазар Кнежевић и Димитрије Маринковић, Николај Живковић ишпан и племић Теодор Стратимировић от Кулпин, "Славенског Доминијума Даљког" инспектор и жупанијски скупштинар.
У Даљу је 1870. године деловало Друштво за распростирање Српских корисних књига. Оно се претплатило на Вукову књигу српских приповедака за 20 примерака.

### Други свјетски рат
Из Осијека и околних села Даља и Бјелог Брда насилно су пресељене 93 староседелачке породице, које су прво отеране у Босну а затим пребачене у Србију. У њихове куће насељени су Хрвати из Далмације.
У Даљу, осјечки срез, православци су се у почетку опирали притиску државних власти да напусте своју веру. Међутим када је због тога 60 српских породица отпремљено у логор у Славонску Пожегу, већина Срба из Даља се покрстила.

## Становништво

### Попис 2011.
На попису становништва 2011. године, насељено место Даљ је имало 3.937 становника, следећег националног састава:
| Национални састав према попису из 2011.‍ | Национални састав према попису из 2011.‍ | Национални састав према попису из 2011.‍ | Национални састав према попису из 2011.‍ | Национални састав према попису из 2011.‍ |
| --------------------------------------- | --------------------------------------- | --------------------------------------- | --------------------------------------- | --------------------------------------- |
|                                         |                                         |                                         |                                         |                                         |
| Срби                                    | Срби                                    |                                         | 2.163                                   | 54,9%                                   |
| Хрвати                                  | Хрвати                                  |                                         | 1.474                                   | 37,4%                                   |
| Мађари                                  | Мађари                                  |                                         | 213                                     | 5,4%                                    |
| остали                                  | остали                                  |                                         | 87                                      | 2,3%                                    |
| Укупно: 3.937                           |                                         |                                         |                                         |                                         |

### Попис 1991.
На попису становништва 1991. године, насељено место Даљ је имало 5.515 становника, следећег националног састава:
| Национални састав према попису из 1991.‍ | Национални састав према попису из 1991.‍ | Национални састав према попису из 1991.‍ | Национални састав према попису из 1991.‍ | Национални састав према попису из 1991.‍ |
| --------------------------------------- | --------------------------------------- | --------------------------------------- | --------------------------------------- | --------------------------------------- |
|                                         |                                         |                                         |                                         |                                         |
| Срби                                    | Срби                                    |                                         | 2.882                                   | 52,25%                                  |
| Хрвати                                  | Хрвати                                  |                                         | 1.805                                   | 32,72%                                  |
| Мађари                                  | Мађари                                  |                                         | 314                                     | 5,69%                                   |
| Југословени                             | Југословени                             |                                         | 286                                     | 5,18%                                   |
| Роми                                    | Роми                                    |                                         | 12                                      | 0,21%                                   |
| Албанци                                 | Албанци                                 |                                         | 11                                      | 0,19%                                   |
| Муслимани                               | Муслимани                               |                                         | 8                                       | 0,14%                                   |
| Немци                                   | Немци                                   |                                         | 8                                       | 0,14%                                   |
| Словаци                                 | Словаци                                 |                                         | 7                                       | 0,12%                                   |
| Македонци                               | Македонци                               |                                         | 5                                       | 0,09%                                   |
| Русини                                  | Русини                                  |                                         | 5                                       | 0,09%                                   |
| Словенци                                | Словенци                                |                                         | 3                                       | 0,05%                                   |
| Црногорци                               | Црногорци                               |                                         | 2                                       | 0,03%                                   |
| Чеси                                    | Чеси                                    |                                         | 2                                       | 0,03%                                   |
| Румуни                                  | Румуни                                  |                                         | 1                                       | 0,01%                                   |
| остали                                  | остали                                  |                                         | 4                                       | 0,07%                                   |
| неопредељени                            | неопредељени                            |                                         | 69                                      | 1,25%                                   |
| регион. опр.                            | регион. опр.                            |                                         | 1                                       | 0,01%                                   |
| непознато                               | непознато                               |                                         | 90                                      | 1,63%                                   |
| укупно: 5.515                           |                                         |                                         |                                         |                                         |

## Привреда
Привредну основу чине пољопривреда, виноградарство, сточарство (сточарска фарма), трговина и занатство (алуминијумска браварија, вулканизер, пилана).

## Установе
У Даљу постоји основна школа, с око 400 ученика, средња школа са око 70 ученика, народна библиотека са фондом од око 12.000 књига, амбуланте опште и стоматолошке медицине Дома здравља Осијек, пошта ХП-ПС Осијек, полицијска станица, бензинска станица.

## Културне грађевине
Саборна црква светог Димитрија изграђена је 1715. године на ранијем црквишту, на коме је, по доласку Срба, саграђена привремена дрвена богомоља, а католичка црква светог Јосипа 1912. године. Православни саборни храм усташе су девастирале у току Другог светског рата, и он је више пута обнављан, а католичка црква у потпуности је разорена током рата у Хрватској и обновљена је 2004. године.
У Даљу се налази православни Патријаршијски двор — летње боравиште српског патријарха, изграђен средином 18. века с припадајућом парковном целином из средине 19. века. Данас је то двор Епископа осјечкопољског и барањског.

## Познате особе
- Срето Батрановић, књижевник
- Димитрије Исаиловић, економиста, просветни радник и уредник Српских новина
- Јаков Игњатовић, књижевник
- Јован Исаиловић, сликар иконописац
- Божидар Масларић, политичар
- Богдан Миланковић, музиколог
- Милутин Миланковић, научник
- Урош Миланковић, филозоф
- Часлав Оцић, економски стручњак
- Ђорђе Оцић, књижевник
- Озрен Оцић, технолог
- Гордана Павић, књижевник
- Фрањо Таноцки, лингвиста
- Иван Хајтл, глумац
- Јосип Асталош, католички жупник, усташа, таборник и логорник
- Јелка Боројевић, песник и активиста

## Спорт
У Даљу постоје два фудбалска клуба: Раднички и Дунав.